# Raoul Gineste
Pour les articles homonymes, voir Gineste.
Raoul Gineste (né Adolphe Clovis Augier à Fréjus le 31 mars 1849, mort le 6 juin 1914 à Sanary, est un médecin, un poète d'expression française et provençale et un écrivain français.

## Biographie
Antoine Pascal Augier, le père d'Adolphe Clovis, né en 1802 à Saint-Raphaël, était tailleur d'habits et a épousé en 1835 Clotilde Sigalas, née en 1816 à Fréjus, faiseuse de coiffes.

### Le médecin
Adolphe Augier a fait des études de médecine à la faculté de médecine de Paris où il a passé sa thèse en 1875 pour laquelle il a obtenu une médaille.
Il a également été l'élève de l'école des Hautes-Études, où il a eu pour maîtres Paul Broca et Paul Gervais.
Il est l'auteur de nombreuses communications à des Congrès scientifiques. La plus connue est une étude sur l'angle de Daubenton.
Il exerçait au 54 rue Fessart dans le 19e arrondissement.
Il a été médecin inspecteur des écoles pour le département de la Seine et médecin des examens de la ville de Paris. Il était également médecin de la société de secours mutuel et du bureau de bienfaisance des Lilas.

### Guerre de 1870
Bien qu'exempté de service militaire, en 1870, il s'est engagé volontairement pendant la Guerre franco-allemande. Il a été aide-major dans l'Armée de la Loire, sous les ordres du docteur Picard. Il a été fait prisonnier à Brou (Eure-et-Loir). Il s'est échappé, a repris du service et est resté dans les lignes prussiennes avec l'ambulance du château de Menars.

### Activité civile
Adolphe Augier marié à Marie Hortense Allain a une fille Clotilde Antoinette Aline Augier née le 29 novembre 1884 dans la commune des Lilas (Clotilde décèdera à Toulon). Adolphe a d'ailleurs été conseiller municipal de 1877 à 1887 de cette commune des Lilas. 
Il a fondé la société de tir de Romainville. Il a été le président de la société de tir des Lilas. 
À la fin de sa vie, malade, il s'est retiré à Gorguette près de Sanary où il est décédé en 1914,.

### L'écrivain et le poète
Il a collaboré au Parnasse et à de nombreux journaux et revues de son époque (la Renaissance, la Vie littéraire). Le troisième recueil du Parnasse contemporain (1876) contient deux de ses poèmes (
Le Présent de noces, Vers extraits d'un poëme d'amour). 
On trouve aussi quelques poèmes dans  l'Anthologie des poètes français du XIXe siècle, tome IV (1888), d'Alphonse Lemerre, dans  l'Anthologie des poètes français contemporains, tome II (1906), de Gérard Walch, dans  l'Anthologie des poètes de Montmartre (1909, 7e éd.), par Bertrand Millanvoye.
En participant à la revue littéraire Paris Moderne, il a fréquenté Théodore de Banville, Courteline (le directeur de la revue), José-Maria de Heredia, Leconte de Lisle et Verlaine.

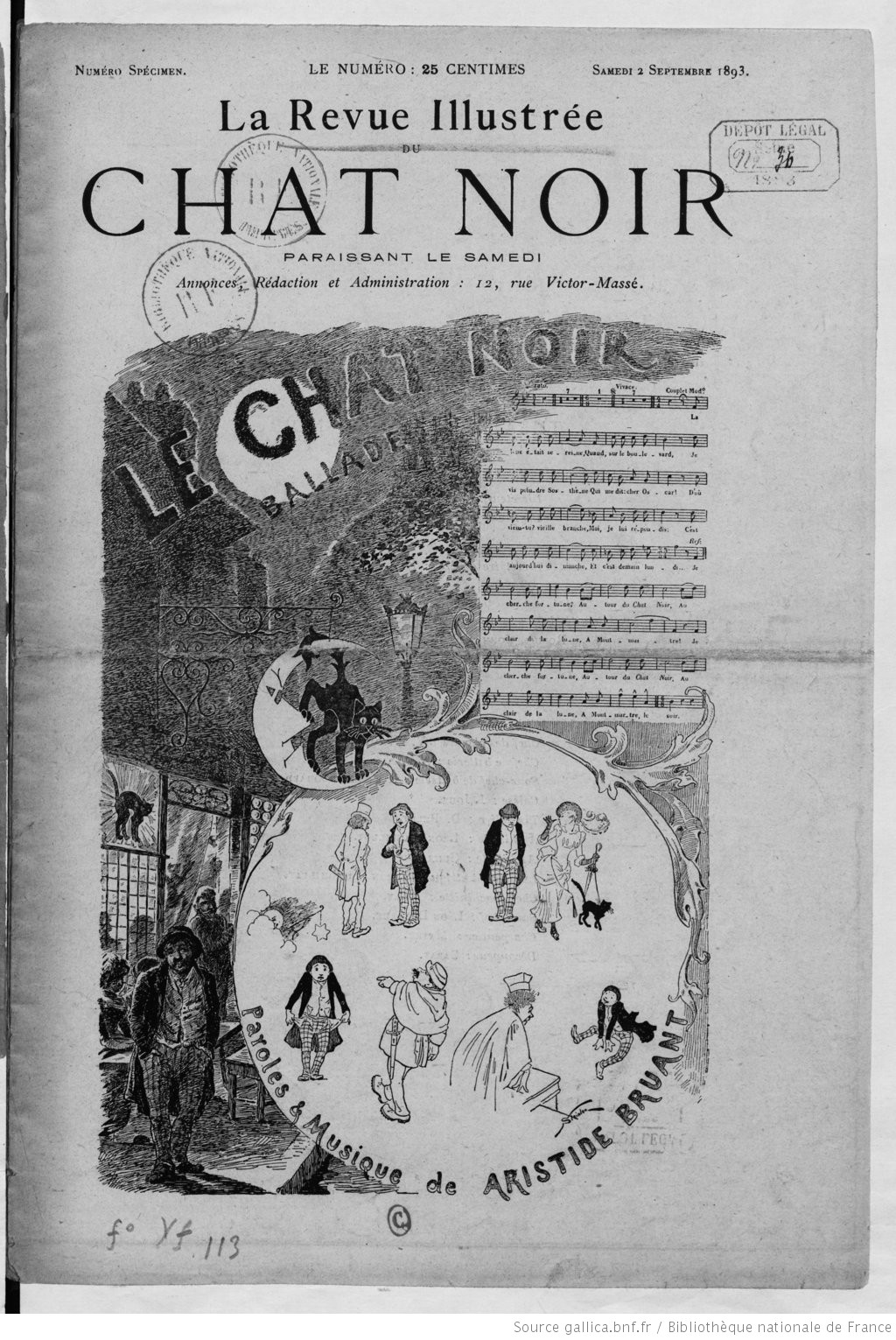
Le Chat noir, couverture de 1893

Il a collaboré au cabaret et au journal du Chat noir. Il a chanté Montmartre dans les Soirs de Paris.
Il a introduit un jeune poète provençal Germain Nouveau, monté à Paris en 1872, dans un groupe d'artistes (Richepin, Ponchon, Forain, Bourget, tous des amis de Rimbaud.
Il a écrit la majorité de ses poèmes en français mais aussi en provençal. Raoul Gineste fréquentait le Félibrige de Paris,. En 1908, il est nommé vice-président du Félibrige de Paris. En 1912, il est devenu majoral du Félibrige (Cigalo di Jardin) à la suite de Paul Mariéton. Il est rédacteur de Lou Viro-Soulèu[réf. nécessaire].

## Œuvre

### Poésies
- Raoul Gineste, Le Rameau d'or, Paris, Alphonse Lemerre, 1887, 183 p. (OCLC 39331419, BNF 30508222, SUDOC 092180353)
- Raoul Gineste (préf. Paul Arène), Chattes et chats, Paris, E. Flammarion, 1892, VIII-112 p. (OCLC 32901900, BNF 32167259)
- Raoul Gineste (ill. Tony Minartz), Soirs de Paris, Paris, H. Beraldi, 1903, X-157-[2] (OCLC 464145966, BNF 35617830, SUDOC 226175693, lire en ligne)
- Pour Auguste Comte, poème dit par Silvain de la Comédie Française lors de l'inauguration du monument de la Place de la Sorbonne en 1908.
- (oc + fr) Ravous Ginèsto (Raoul Gineste), La Coulougno enribanado : La quenouille enrubannée, poésies provençales, Avignon, Paris, Roumanille, Louis Michaud, 1909, 213 p. (OCLC 459386084, BNF 35205746, SUDOC 090523776, lire en ligne)
- (oc + fr) Ravous Ginesto (Raoul Gineste), Amo trevado : Âmes hantées, Avignon, Paris, Roumanille, Louis Michaud, 1909, 219 p. (OCLC 495952204, SUDOC 006079407)
- (oc + fr) Raoul Gineste, Carnavalejado : Les carnavalesques, poésies provençales, Avignon, Paris, Roumanille, Louis Michaud, 1909, 226 p. (OCLC 495952186, BNF 35205746, SUDOC 006078745, lire en ligne)

### Romans
- Raoul Gineste, La seconde vie du docteur Albin, Paris, Dujarric, 1912, 514 p. (OCLC 1254574026, BNF 30508223, lire en ligne)
- Raoul Gineste, Le nègre de Paris, Paris, Dujarric, 1903, 434 p. (OCLC 125457402, BNF 30508220, lire en ligne)
- Raoul Gineste (ill. Gérardin), La poupée de cire : Roman moderne, Paris, L. Michaud, 1906, 313 p. (OCLC 1254574028, BNF 30508221, lire en ligne)

### Études historiques et critiques
- Raoul Gineste, Les grandes victimes de l'hystérie, un procès en sorcellerie en Provence : Louis Gaufridi, curé des Accoules, et Magdeleine de La Palud : relation historique et rationnelle d'un procès de sorcellerie, Paris, L Michaud, 1907, 313 p. (OCLC 14775228, SUDOC 146268210)
- Raoul Gineste (ill. photogravures de Ducourtioux et Huillard ; d'après les clichés de Simonet), L'art à la taverne de Paris : Chéret - Abel Faivre - Grün - Léandre - Métivet - Steinlein - Willette, artistes peintres - Emile Robert, ferronnier d'art - Jacques Hermant, architecte, Paris, H. Chailly, 1906, 188 p. (OCLC 490939299, SUDOC 055934617)

### Articles scientifiques
- Raoul Gineste, Recherches sur le développement des pariétaux à la région sagittale : thèse pour le doctorat en médecine présentée et soutenue le 17 décembre 1875, Paris, Impr. A. Derenne, 1875, 86 p. (OCLC 491975487, BNF 36850123)
- Raoul Gineste et Alexis Julien, Sur les angles occipitaux et basilaire, Paris, Association française pour l'avancement des sciences. Congrès de Lille 1874. Séance du 24 août, 1875, 10 p. (OCLC 829607752, BNF 32293692, lire en ligne)
- Raoul Gineste et Dr Dujardin, I. Compte rendu des travaux pendant l'année 1884, par M. le Dr Dujare II. Éloge du professeur Adolphe Fancon, par M. le Dr Augier, Lille, Société des sciences médicales de Lille. Séance publique annuelle du 31 janvier 1885, 1885, 10 p. (OCLC 456837573)
- Raoul Gineste, Sur les angles occipitaux et basilaire, Paris, Hachette, 2016, 86 p. (ISBN 9782011941664, OCLC 1012750518)

## Distinctions
Il a été fait officier d'Académie en 1878, officier de l'Instruction Publique en 1896.
Il est nommé chevalier de la Légion d'honneur le 31 décembre 1910.